# Nuevo Teatro Fronterizo
La Corsetería o Nuevo teatro fronterizo es un centro cultural, divulgativo y de investigación centrado en el hecho teatral y el crecimiento crítico de sus profesionales y públicos en la ciudad de Madrid, España.

## Inicio

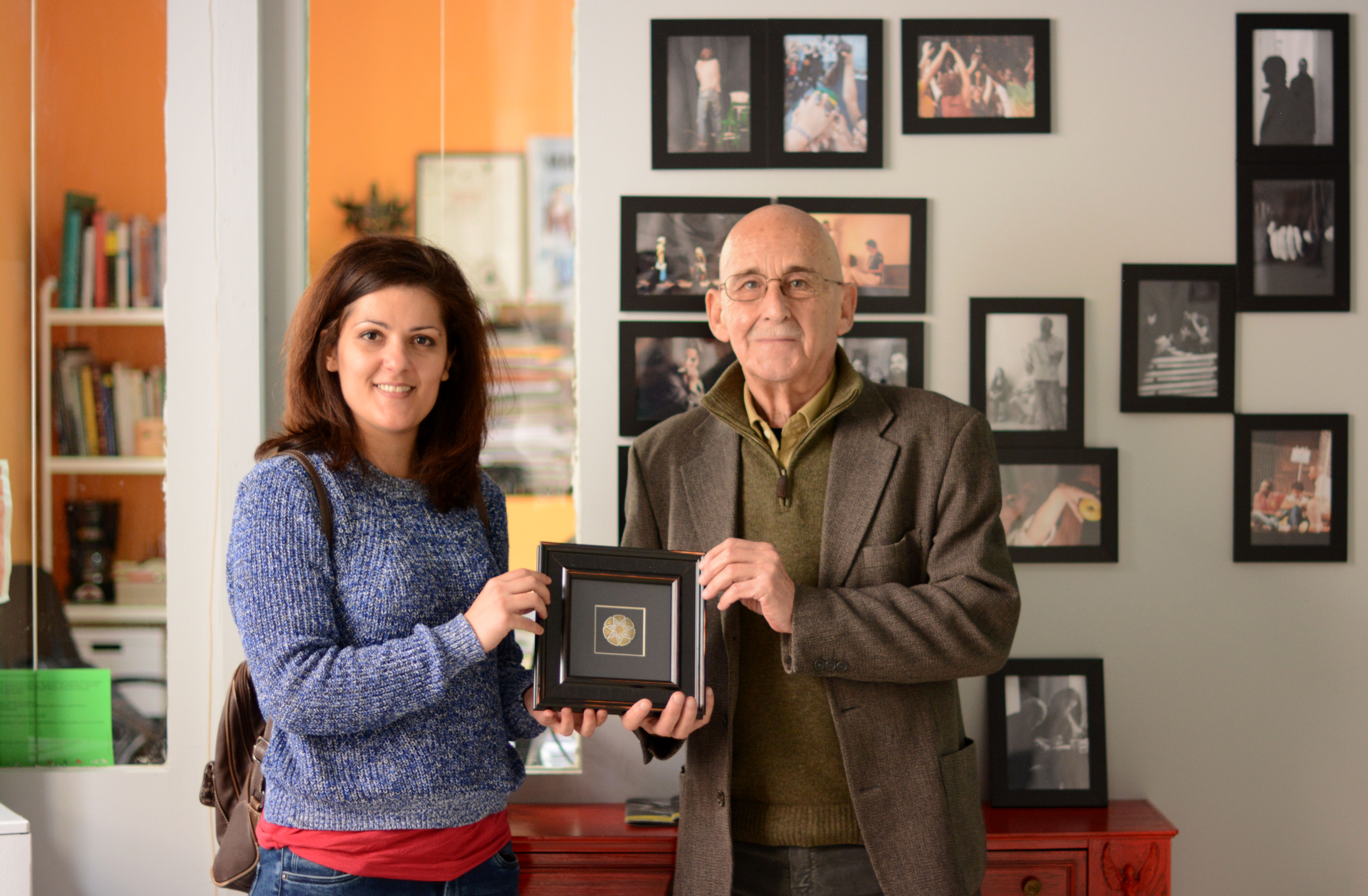
Sanchis Sinisterra recibiendo el Premio de la Federación Española de Teatro Universitario en reconocimiento a toda una carrera en La Corsetería. Mayo de 2016.

Fue inaugurada en diciembre de 2010 como sede para el nuevo proyecto de "Teatro Fronterizo", del dramaturgo José Sanchis Sinisterra. El Teatro Fronterizo es un proyecto que inició Sanchis en Barcelona y que llevó a la creación de la Sala Beckett desde donde también se promovió la reflexión y se realiza programación regular desde sus inicios en 1989.
La corsetería se trata pues de un local provisional que se ha convertido en embrión y embajada de este mismo proyecto a la espera de poder crecer en espacios. La sala actual mantiene una actividad de respaldo a la nueva creación y de talleres, así como realizar tareas de divulgación y cooperación entre las salas alternativas de la zona, lo que le ha valido varios reconocimientos. Otras apuestas son el respaldo a la dramaturgia femenina y el diálogo e intercambio cultural con Hispanoamérica.

## Premios
Pese a su reciente implantación, por su prolífica labor, dinámica integradora e implicación social y cultural en el barrio de Lavapiés ha recibido ya diversos reconocimientos.
- 2012: Premio Max a la Crítica.[3]
- 2016: Premio de la Red de Teatros de Lavapiés.[4]
- 2016: Premio Palma de Alicante en la Muestra de Teatro Español de Autores Contemporáneos.[5][6]